# Temporada do Club Alianza Lima de 2021
O Club Alianza Lima em 2021, participou de duas competições: Campeonato Peruano e Copa Bicentenario.

## Elenco
| N.°        | Nome               | País     |
| Goleiros   | Goleiros           | Goleiros |
| ---------- | ------------------ | -------- |
| 12         | Steven Rivadeneyra |          |
| 31         | Ángelo Campos      |          |
| 32         | Franco Saravia     |          |
| Defensores |                    |          |
| 2          | Erick Canales      |          |
| 3          | Jonathan Lacerda   |          |
| 4          | Jefferson Portales |          |
| 5          | Renato Rojas       |          |
| 6          | Pablo Míguez       |          |
| 13         | Ricardo Lagos      |          |
| 22         | Yordi Vílchez      |          |
| 29         | Dylan Caro         |          |
| Meias      |                    |          |
| 7          | José Manzaneda     |          |
| 8          | Miguel Cornejo     |          |
| 11         | Axel Moyano        |          |
| 16         | Édgar Benítez      |          |
| 17         | Jairo Concha       |          |
| 20         | Edhu Oliva         |          |
| 21         | Josepmir Ballón    |          |
| 25         | Oslimg Mora        |          |
| 27         | Oswaldo Valenzuela |          |
| Atacantes  |                    |          |
| 9          | Hernán Barcos      |          |
| 10         | Jefferson Farfán   |          |
| 15         | Wilmer Aguirre     |          |
| 18         | Aldair Rodríguez   |          |
| 19         | Sebastián Gonzales |          |
| 93         | Arley Rodríguez    |          |
| Treinador  |                    |          |
|            | Carlos Bustos      |          |

## Uniforme
| Primeiro | Segundo |

## Competições

### Campeonato Peruano

#### Fase 1
| Classificação - Grupo B | Classificação - Grupo B | Classificação - Grupo B | Classificação - Grupo B | Classificação - Grupo B | Classificação - Grupo B | Classificação - Grupo B | Classificação - Grupo B | Classificação - Grupo B | Classificação - Grupo B |
| Pos                     | Time                    | PG                      | J                       | V                       | E                       | D                       | GP                      | GS                      | SG                      |
| ----------------------- | ----------------------- | ----------------------- | ----------------------- | ----------------------- | ----------------------- | ----------------------- | ----------------------- | ----------------------- | ----------------------- |
| 3                       | Alianza Lima            | 16                      | 9                       | 4                       | 4                       | 1                       | 12                      | 6                       | +6                      |

|  | Alianza Lima               | 2:2 | Cusco FC                |                          |  |
|  | Manzaneda 31' · Barcos 87' |     | Montes 7' · Rengifo 65' | Árbitro: Renzo Castañeda |  |

|  | Alianza Lima | 1:0 | Deportivo Municipal | Estadio Alberto Gallardo |  |
|  | Farfán 83'   |     | {{{golos2}}}        |                          |  |

|  | Sport Huancayo | 0:0 | Alianza Lima |  |
|  |                |     | {{{golos2}}} |  |

|  | Alianza Lima           | 2:2 | Universidad César Vallejo |  |  |
|  | Lagos 51' · Barcos 61' |     | Mena 33' 75'              |  |  |

|  | Sporting Cristal | 2:1 | Alianza Lima |  |  |
|  | Hohberg 3' 51'   |     | Aguirre 43'  |  |  |

|  | Alianza Lima             | 2:0 | Binacional   | Lima, Peru |  |
|  | Lagos 84' · Concha 90+2' |     | {{{golos2}}} |            |  |

|  | Alianza Atlético | 0:0 | Alianza Lima | Lima, Peru |
|  |                  |     | {{{golos2}}} |            |

|  | Sport Boys | 0:2 | Alianza Lima                     |  |
|  |            |     | Arley Rodríguez 78' · Barcos 84' |  |

|  | Alianza Lima          | 2:0 | Alianza Universidad |  |  |
|  | Rojas 46' · Lagos 89' |     | {{{golos2}}}        |  |  |

#### Fase 2
| Classificação | Classificação | Classificação | Classificação | Classificação | Classificação | Classificação | Classificação | Classificação | Classificação |
| Pos           | Time          | PG            | J             | V             | E             | D             | GP            | GS            | SG            |
| ------------- | ------------- | ------------- | ------------- | ------------- | ------------- | ------------- | ------------- | ------------- | ------------- |
| 1             | Alianza Lima  | 40            | 17            | 12            | 4             | 1             | 27            | 11            | +16           |

|  | Alianza Lima                                                         | 4:1 | Ayacucho FC   |  |  |
|  | Míguez 24' · Concha 28' · Aldair Rodríguez 55' · Arley Rodríguez 72' |     | Lavandeira 3' |  |  |

|  | Alianza Universidad | 0:0 | Alianza Lima |  |
|  |                     |     | {{{golos2}}} |  |

|  | Sport Boys | 0:0 | Alianza Lima |  |
|  |            |     | {{{golos2}}} |  |

|  | Alianza Lima            | 2:1 | Academia Cantolao |  |  |
|  | Barcos 10' · Míguez 20' |     | Leyes 24'         |  |  |

|  | Universidad San Martín  | 0:2 | Alianza Lima |  |  |
|  | Ballón 22' · Concha 83' |     | {{{golos2}}} |  |  |

|  | Alianza Lima | 1:0 | Deportivo Municipal |  |  |
|  | Barcos 67'   |     | {{{golos2}}}        |  |  |

|  | Universitario de Deportes | 1:2 | Alianza Lima             |  |  |
|  | Cabanillas 90'            |     | Lagos 33' · Moyano 90+5' |  |  |

|  | Alianza Lima | 1:1 | Sport Huancayo |  |  |
|  | Benítez 43'  |     | Liliu 80'      |  |  |

|  | Universidad César Vallejo | 0:1 | Alianza Lima |  |
|  |                           |     | Farfán 82'   |  |

|  | Alianza Lima                            | 3:2 | Binacional     |  |  |
|  | Mora 76' · Aguirre 90+3' · Farfán 90+6' |     | De Jesús 3' 6' |  |  |

|  | Cusco FC | 0:2 | Alianza Lima   |  |
|  |          |     | Barcos 49' 84' |  |

|  | Alianza Lima | 1:0 | FBC Melgar   |  |  |
|  | Concha 66'   |     | {{{golos2}}} |  |  |

|  | Alianza Atlético | 1:3 | Alianza Lima                                     |  |  |
|  | Barreda 71'      |     | Aguirre 19' · Farfán 62' · Arley Rodríguez 90+5' |  |  |

|  | Alianza Lima             | 2:0 | UTC          |  |  |
|  | Aguirre 36' · Barcos 80' |     | {{{golos2}}} |  |  |

|  | Carlos A. Mannucci | 0:1 | Alianza Lima |  |
|  |                    |     | Aguirre 52'  |  |

|  | Alianza Lima | 1:3 | Sporting Cristal             |  |  |
|  | Barcos 52'   |     | Riquelme 17' 80' · Ávila 21' |  |  |

|  | Cienciano  | 1:1 | Alianza Lima        |  |  |
|  | Guivin 26' |     | Arley Rodríguez 59' |  |  |

#### Tabla Acumulada
| Classificação | Classificação | Classificação | Classificação | Classificação | Classificação | Classificação | Classificação | Classificação | Classificação |
| Pos           | Time          | PG            | J             | V             | E             | D             | GP            | GS            | SG            |
| ------------- | ------------- | ------------- | ------------- | ------------- | ------------- | ------------- | ------------- | ------------- | ------------- |
| 2             | Alianza Lima  | 56            | 26            | 16            | 8             | 2             | 39            | 17            | +22           |

#### Final
| 21 de novembro | Alianza Lima | 1 - 0 | Sporting Cristal | Lima, Peru |  |
|                | Barcos 33'   |       | {{{golos2}}}     |            |  |

| 28 de novembro | Sporting Cristal | 0 - 0 | Alianza Lima | Lima, Peru |
|                |                  |       | {{{golos2}}} |            |

### Copa Bicentenario

#### Décima-sextas de final
| 11 de junho | Santa Rosa               | 2 - 2 (3 - 2 pen.) | Alianza Lima             | Lima, Peru |  |
|             | Ancajima 17' · Pando 79' |                    | Barcos 58' · Aguirre 67' |            |  |